# Lesterny
Lesterny (wa. Lesterni) – dzielnica (section) gminy Nassogne w południowo-wschodniej Belgii, w Regionie Walońskim, w prowincji Luksemburg, w okręgu Marche-en-Famenne. 1 stycznia 2020 roku liczyła 226 mieszkańców. Do 31 grudnia 1976 r. samodzielna gmina. 

## Demografia
Liczba mieszkańców, stan na 1 stycznia:
| Rok                | 1930 | 1947 | 1961 | 2020 |
| ------------------ | ---- | ---- | ---- | ---- |
| Liczba mieszkańców | 230  | 211  | 201  | 226  |